# 張友漁 (法學家)
张友渔（1899年1月10日—1992年2月26日），原名张友彝、张象鼎，笔名张友榆、忧疑、忧夷、忧虞、有凝、蝤、孑孑、疑今等，男，山西灵石人，中国政治人物、法学家、新闻学家。

## 生平

### 早年生涯
张友彝出生在一个知识家庭，其父张映南为清末秀才。张友彝两岁丧母，五岁开始在父亲的私塾读书。1918年，他与弟弟张象彝同时考入山西省立第一师范学校，读书期间经常向《山西画报》、《并州新报》、《山西日报》、《唐风报》投稿。当时他得知故乡灵石县的知事贪赃枉法断错了案，向《太原日报》投稿揭露，震动了整个灵石县；而其敢于向权贵斗争精神，也得到山西省城报界的关注。《并州新报》破格邀请他担任特约撰稿人。而《并州新报》总编辑回家探亲期间，还请他代理总编辑:168-170。
因品学兼优，他被选任山西省立第一师范学校学生会会长。后以太原市学生代表的身份，与侯外庐一道当选为山西省学生联合会执行委员。在五四运动期间，他与朋友组建共进学社，宣传反帝爱国运动。之后与高成均、潘敬业等人，创办《共鸣》刊物。此事得到山西法政专门学校教师邓初民赞许，并破格接纳还是中学生的张友彝加入《新觉路》。1923年，张友彝毕业，以第一名成绩考入国立北京法政大学法律系；期间加入中国国民党，并担任《并州新报》驻北京特约记者，同时任职于《世界日报》。1926年3月18日，张友彝和法政大学同学一道参加了北京学生联合会发起的示威游行，要求政府拒绝八国联合发出的武装干涉中国内政的通牒。学生队伍游行到铁狮子胡同段祺瑞执政府门前时，遭到军队武力镇压，即三一八惨案。当夜，他到世界日报馆上班时慷慨激昂地诉说了惨案的情况，力主新闻安排到头版。次日，《世界日报》头版全版报道这个惨案的情况，大字标题《段政府果与国民宣战矣》。并一连五天，该报均以一版全版报道这个惨案，同时刊登刘和珍等人遗照，引发社会巨震。
张友彝最初信奉费边社会主义，希望通过减少牺牲和平改良。1927年4月李大钊等人被张作霖政府绞杀后，对他产生了巨大触动。同年6月，在中共北京市西城区区委书记盛志权介绍下，张友彝加入中国共产党。同年毕业，担任中共北平市委委员兼秘书长。当时他和世界日报社总编辑张友莺以及该报采访部主任左笑鸿，合力办理报纸《国民晚报》。不久，张友莺、左笑鸿退出，张友彝找到武新宇和《中华日报》编辑陈显文一同办理，并自任社长兼总编辑。同年10月，以李渤海为首的中共北平市委遭到破坏，盛志权、罗采五被杀，张友渔與中共失去聯繫，但仍继续办《国民晚报》。

### 第一次国共内战
1927年11月，张友彝参加了中共北京市委的重建工作。当时，北平市委的负责人谭啸云和马骏；宣传部长胡鄂公（化名吴南湖），张友彝担任秘书。市委还有负责工农运动的殷学山、学生工作的许锡仁。不久，许锡仁去西郊燕京大学和清华大学联系工作，被侦缉队逮捕，供出了中共北京市委成员的姓名，以及马骏、谭啸云、国民晚报馆地址。马骏和谭啸云被捕（马俊之后被杀）；张友彝也在国民晚报馆被捕，报馆被查封。1928年3月，在山西同乡会、姑父赵子瑗（赵仲玉）多方走动后，他在财政部副部长董士恩出面作保下得以出狱。出狱后，他得知从哥伦比亚大学博士毕业回国的弟弟张象彝，受到蒋介石召见，并出任蒋介石的侍从室秘书（蒋介石正在南昌准备第五次圍剿戰爭）。张友彝愤而改名为张友渔，以示兄弟决裂。
为找寻中共组织，张友渔到天津担任京津通讯社编辑、后担任汉文《泰晤士晚报》总编辑。当时皇姑屯事件爆发，日军与张学良封锁新闻，张友渔率先将此事公布报道，轰动天津新闻界。1928年6月，他联络到中国地下党，从事廖化平的上层统战工作。当时，阎锡山控制华北地区，其手下天津市市长南桂馨重用张友渔，并升任他为《泰晤士报》总编辑，之后任命他担任天津警备司令傅作义秘书，并担任天津市政府宣传科长。
1930年5月，当时中共中央常委李立三坚持在若干城市组织暴动，要求天津市中共秘密组织开展罢工、飞行集会、游行示威、散发传单等活动。张友渔、陈潭秋、傅懋功、徐彬如都反对这种冒险举动，但仍被迫执行。天津市公安局逮捕了大量中共党员，包括彭真、薄一波等中共天津市委负责人均被捕。廖平华、张友渔通过利用监狱管理混乱，由张友渔说服崔廷献，向天津市政府申请建立自新院；同年7月，他推荐周克昌担任院长，自任有实权的副院长，将薄一波、徐彬如、李运昌等三十人从监狱转移到自新院。不久，天津政局出现变局。由于张学良宣布易帜，率领东北军入关，帮助蒋介石在中原大戰中获胜，进而控北平、天津政权。阎锡山下野，晋系军阀从天津市政府撤退。张友渔主张自新院是山西派经营，“不能交给蒋介石张学良”，成功说服崔廷献直接释放薄一波等三十多个共产党员。在完成任务后，中共地下党通知张友渔躲在六国饭店待命。次日，张学良接管天津市政府，国民党天津党部宣传部部长刘不同发现自新院无人，认为张友渔私放共党，要求逮捕张友渔。在中共地下党指示下，张友渔迅速赶往塘沽，东渡日本。
之后考入东京私立日本大学社会系研究生院，师从圆谷弘，同时给北平《实报》写东京通讯。1931年九一八事变爆发后，他在东京参与学生抗日运动。不久日本警视厅发强令性通知，要求他离开日本，与此同时中共向他联络请求返回北平。回国后，恰逢《世界日报》老板成舍我聘用担任主笔。不久，燕京大学、民国大学纷纷聘请，民国大学任命他为新闻系主任，讲授宪法学、劳动法学、新闻学和日本问题。由于张学良要求，成舍我调任他离开中国，到日本担任《世界日报》驻东京记者。在日本时期，用日文撰写《日本新闻发达史》一书:176。
1933年5月，西北军将领吉鸿昌组织抗日，冯玉祥、方振武等率旧部成立了察哈尔民众抗日同盟军。在这种情势下，成舍我加强《世界日报》的抗日色彩，请张友渔回国继续写社论，并由主笔升为总主笔。张友渔回到北平，在中共北平市委特科。并兼任北平大学、中国大学、中法大学、燕京大学的教授，民国大学的新闻系主任。同年夏天，他和韩幽桐结婚。
不久，蒋介石宪兵第三团团长蒋孝先、国民党河北省党部詹朝阳怀疑张友渔身份。1934年7月21目的夜里，国民党宪兵第三团副团长丁昌带、以及国民党河北省党部、北平市公安局的特务四十人将张友渔在西城机织卫胡同的家包围。但恰逢张友渔前日参加中共地下组织的秘密会议，接受调去山西省太原市，做阎锡山的统战工作。21日晚上，他向《世界日报》馆请事假，直奔火车站去了太原。特务们未能逮捕张友渔，但抓获五位找张友渔的王思华、阮慕韩等人。而在太原的张友渔也收到《晨报》记者刘尊棋电报，要求其短期不要返回。在太原期间，张友渔以左派知识分子身份，应阎锡山邀请参加讲学，开办中外语文协会、《中外论坛》等。1935年，北平特务将其太原行踪上报南京国民政府，后者命令徐永昌将张友渔押送南京，但遭到阎锡山阻拦。与此同时，中共地下党南汉宸安排张友渔再次去日本躲避。
半年后，由于何梅协定签订，国民党北平党部和宪兵三团撤离北平。太原中共地下党徐冰写信告诉张友渔回国，1935年8月他返回太原，继续从事统战工作。1936年2月，中国工农红军东征，蒋介石调集10个师援助阎锡山，张友渔负责的中外语文协会遭到薄右丞的解散，共产党无法在太原市内从事工作，之后他被调往北平:110-111。1936年5月，他到北平后，出任中共中央军委华北联络局北平小组负责人（领导局长为王世英）；他的公开身份是燕京大学、中国大学教授。

### 抗日战争时期
卢沟桥事变爆发后，宋哲元派刘子青与中国共产党联系，中共中央指派张金吾担任驻宋哲元处的联络代表。刘少奇通过华北联络局的王世英进行联系，派遣张友渔协助张金吾推动宋哲元抗战。张友渔陪同张经武与宋哲元密会，并说服宋哲元抗日。之后他又陪同张经武去绥远，并成功说服傅作义抗日。返回北平之后，他组织华北救国会协助宋哲元部队。但卢沟桥战役不久，二十九军佟麟阁、赵登禹等阵亡，宋哲元决定率部撤退。
7月29日，日本兵开进北平城时，张友渔化装成商人坐火车前往天津。中共中央北方局书记刘少奇召集张友渔和南汉辰、王世英、阮慕韩开会，决定调到太原。从天津到太原的火车已经不通，张友渔先乘船离开天津。8月12日，英国恒生号轮从天津英租界开往渤海，得知国军在青岛布鱼雷，最终几经交涉到烟台登陆。张友渔通过十三路军政训处处长余心清的引见，会见了山东省主席兼十三路军司令韩复榘，动员韩复榘抗战。张友渔抵达太原后，向刘少奇汇报情况。中共中央北方局决定加强在山东的工作，成立中共山东联络局，由张友渔任书记，归中共中央北方局领导。
1937年8月，张友渔抵达济南，负责协调韩复榘抗日工作。他说服韩复渠释放被关押的中共党员，并组织军政干部训练班，建议得到批准。同年11月，日军占领德州，韩复渠产生动摇。张友渔认为韩复渠会突然逃跑，并向中共汇报。杨尚昆、彭雪枫认同张友渔想法，中共中央北方局决定在开封成立豫鲁联络局，由张友渔担任书记。12月4日，韩复渠放弃济南、退守泰安。同月张友渔率部转移到河南开封，筹建联络局，归中共中央长江局周恩来直接领导。不久，长江局在武汉开会，由叶剑英主持，李克农、彭雪枫、张经武参加，确定豫鲁联络局的方针、任务，明确了张友渔的工作对象主要是第一战区司令长官程潜和第五战区司令长官李宗仁，尽最大努力推动这两人抗战。由于张友渔此前未与两人有交情，周恩来激活秘密党员申伯纯和第一战区政治部主任李世璋，由李世璋聘请张友渔为第一战区政治部的设计委员，因此联通张友渔会见程潜与李宗仁。
1938年4月，中共中央长江局命张友渔做石友三部队工作，联络局工作转交副书记刘贯一。张友渔任石友三的十军团政治部部长，期间他建议石友三在沂蒙地区组织各部队负责人开会，解决彼此摩擦问题，并成立联络部，但不久石友三反悔。而张友渔曾派沂水县政府秘书主任张健为八路军第四支队筹建棉衣，石友三得知后故意设宴，但并未杀他。不久，蒋介石命石友三调兵到河北南部的冀县、南宫一带，意图让其部与中共冀南行政公署发生冲突。石友三派张友渔到八路军129师，与师长刘伯承、政委邓小平、副师长徐向前、行政公署杨秀峰接洽，之后达成互相合作支援协议。此事经石友三总参议毕载奕向蒋介石汇报，蒋介石命令石友三拆散政治部，张友渔被迫率部去重庆参加“轮训”。到达重庆后，张友渔向中共中央南方局的周恩来、董必武汇报，后以无党派身份参加战地党政委员会的设计委员，接触时任第一副主任的李济深。
当时中国人民救国会的成员陆续来到重庆。张友渔、王炳南加入救国会，与沈钧儒、邹韬奋、章乃器、史良、张申府、刘清扬等形成领导核心。救国会联合民主党派和一些无党派人士又组织了民主政团同盟，成立宪政促进会，开展宪政运动。期间张友渔撰写大量的关于宪政问题的文章，陆续刊登在邹韬奋编的《全民抗战》。1939年8月，国民政府行政院长孔祥熙负责的《时事新报》正物色一个写社论的主笔。董必武通过余心清举荐，安排张友渔担任《时事新报》主笔。1941年1月，皖南事变爆发，1月17日国民党中央宣传部发布《新四军叛国》消息，要求重庆各报刊登，张友渔向总经理张万里表示拒接写社论，张万里则让张友渔赶快离开。
当夜，董必武派人告诉张友渔夫妇迅速到香港躲避。抵达香港后，他受中共南方工作委员会香港分局负责人廖承志领导，担任《华商报》主笔。
同年12月，日军进攻香港。中共中央要求中共南方工作委员会将香港的左派与党员转移到安全地区，张友渔夫妇经东江抗日游击队护送，经惠阳到韶关。在韶关与廖承志接上关系，并到广西桂林环湖饭店，接替夏衍，负责接待安排香港撤回人员生活。当时这群人员经济困难，桂林统战委员会通过张友渔、邵荃麟、徐鸣等动员各方筹集经费。张友渔、梅龚彬、于炳然、胡希明等做国民党桂林办公厅主任李济深的工作，得到了李济深在经济上的资助和工作上的安置。与此同时，张友渔与邵荃麟、狄超白等组成一个临时党小组，直属南方局领导，与广西地下党不发生组织关系，作为交通站工作，解决包括茅盾、胡风、范长江、廖沫沙等文化人士的安排。
1943年春，国民党再次发动反共高潮，周恩来要求张友渔将桂林的左派人士撤回重庆。张友渔抵达重庆后，担任文化工作委员会秘书长、《新华日报》社论委员会委员；并以生活书店的总编辑，从事统战工作，期间出版《中国宪政论》、《民主与宪政》等书籍。同年，中共中央南方局改为重庆工作委员会，董必武、王若飞担任书记、副书记。张友渔任候补委员兼政策研究室副主任。
1944年底，中共中央决定派张友渔以中共秘密代表的身份去做川康边防军总指挥、二十四军军长、西康省主席刘文辉的统战工作；并且也对川康绥靖公署主任邓锡侯、川黔湘鄂边区司令潘文华等人活动。在成都期间，他也与民盟主席张澜合作发展民盟力量，包括派田一平、黎澍等人负责《华西晚报》。此外张友渔负责成都中共地下组织，而中共重庆工作委员会也把组织部直接单线联系的中共秘密党员也交给张友渔领导，包括孙中原、吴寄寒、袁庶华、陈于彤、蔡翼公、王文鼎、胡春浦、黎光、汪行远、魏永清等人。

### 国共和谈与二次国共内战
抗日战争结束后，国共双方正式开始谈判。1945年8月28日，毛泽东、周恩来、王若飞飞抵重庆与国民党谈判。9月，中共重庆工作委员急调张友渔回重庆协助谈判工作，研究民主宪政方面的问题。他出任中共代表团顾问，并公开其中国共产党党员身份。会议期间，《新华日报》的总编辑章汉夫随董必武去美国旧金山，张友渔同时代理《新华日报》总编辑。经过多次会谈，国共双方在10月10日达成并签署《双十协定》，次日毛泽东返回延安。在国共双方确定政治协商会议时，中共代表有周恩来、董必武、王若飞、叶剑英、吴玉章、陆定一、邓颖超，张友渔继续为中共代表们作宪政方面的顾问。在最终确定正式方案前，周恩来派张友渔到延安向中央汇报，刘少奇主持会议，朱德、任弼时、彭德怀、杨尚昆等参加，并决定同意周恩来意见。当时毛泽东因生病未参加，当晚请张友渔到其窑洞再面谈。次日，张友渔返回重庆复命:190。
1946年4月，国民政府还都南京，要求中共代表与中共中央南方局随行。当时中共中央有意派张友渔去北平开展工作，但考虑到他在重庆的关系，决定张友渔留守:192。1946年6月，国共矛盾进一步公开化，张友渔出任中共四川省委副书记兼宣传部长、新华日报社社长等，负责协助重庆的中共人员撤离到延安。1947年1月17日，张友渔接到周恩来指示，作应变计划，四川境内的中共相关人士迅速掩蔽潜伏。他还协助吴玉章布置川康滇黔四省的中共地下组织转移到农村，发展游击力量。2月29日，国民党警备司令部、警察总队等包围中共四川省委、八路军驻重庆办事处、新华日报社，吴玉章、张友渔等被软禁。3月8日，在中共斡旋下，陈野苹、吴玉章、张友渔、何其芳、熊复、漆鲁鱼等乘同一架飞机飞到延安。
张友渔抵达延安不久，胡宗南部开始向延安发动攻势，中共中央决定疏散，张友渔担任一支干部队的政治委员，带队撤退抵达晋绥解放区。1947年9月，他担任晋冀鲁豫边区政府副主席兼秘书长，同时担任中共晋冀鲁豫边区机关委员会书记。1948年春，部门合并成立中共中央华北局，张友渔出任秘书长。

### 共和国时期
1949年，平津战役结束后，张友渔被任命为天津市副市长。当时恰逢原任命北京市副市长的徐冰病重，周恩来、叶剑英、薄一波代表中共中央与张友渔谈话，任命其出任北平市副市长。5月9日，他到中南海报到任职，并处理旧城改造与经济秩序恢复工作。包括解决失业问题、清理城市卫生与垃圾、没收官僚资本工矿。1949年9月27日，北平市改为北京市。11月20日-21日，北京市第二届第一次各界人民代表大会召开，张友渔当选为副市长。上任后他处理平息物价暴涨、封闭妓院、禁止金银等外币交易、关闭官僚资本。
中华人民共和国成立后，张友渔担任过北京市人民政府常务副市长，中共北京市委常委、副书记、书记处书记。1954年参加了《中华人民共和国宪法》的起草工作。1959年2月（至1966年6月），担任中国科学院哲学社会科学部副主任，兼法学研究所所长等职。同时任全国人民代表大会法案委员会副主任委员，全国政协常委、中国政治法律学会副会长。
文化大革命期间受到冲击，1966年他在宣武门内头发胡同甲1号的家被抄。1970年，被转移到哲学社会科学部软禁。1978年中共十一届三中全会后，中国科学院哲学社会科学部改为中国社会科学院。张友渔担任法学研究所顾问、大百科全书总编委会副主任、中国社会科学院副院长等职务。1979年9月，重新起用任全国人大常务委员会法制工作委员会副主任。1980年9月，任宪法修改委员会副秘书长，负责参与制定1982年《中华人民共和国宪法》等法律。1983年6月，任全国人大法律委员会副主任委员。1986年6月，任香港特别行政区基本法起草委员会委员。1988年，任全国人大法律委员会顾问。此外他还全国人大第一、二、三届代表、第六届常务委员，第一至五届全国政协委员。1992年2月26日，因病在北京逝世。

## 作品
张友渔酷爱读书撰写，曾写过大量诗、短篇小说、杂文、剧评、影评等文学作品。主要著作有《中国宪政论》、《五五宪章批判》、《中国如何实行宪政》、《法学基本知识讲话》、《关于社会主义法制的若干问题》、《学习新宪法》、《报人生涯三十年》、《新闻之理论与现实》、《日本新闻发达史》、《东京统治者》、《二十六年来的日苏关系》、《建设战后新日本》、《日本国力再估计》。

## 家庭
妻子韩幽桐，回族人，两人相差八岁，相识于1927年的京师警察所监狱中。当年李大钊被杀害，中共北平市委连续数次被破坏。第三次重建时，负责青年工作的许锡仁叛变，警察在逮捕组织部长马天安时，恰逢韩幽桐与一同学也在，便同时被捕。韩幽桐在警察所受审时，正遇到接受审讯临危镇静的张友渔。不久两人分别被亲戚学长保释出狱，后两人相互增加好感。1932年，张学良威胁成舍我调张友渔离开中国到日本，当时韩幽桐正参加学生运动身陷险境，两人结伴去日本留学。1933年夏天两人回国成婚；不久张友渔到北平、山东从事地下工作，韩幽桐返回日本完成学业。之后两人因工作要求，聚少离多。文化大革命期间两人均身陷囹圄，但始终互相关照。韩幽桐曾任最高人民法院民事庭副庭长、宁夏回族自治区高级人民法院党组书记、院长，中国社会科学院法学研究所副所长。1985年3月13日，因癌症去世。两人有一子张小渔、一女张临春:219。